# کوین فرانسیس (بازیکن فوتبال، زاده۱۹۶۷)
کوین فرانسیس (انگلیسی: Kevin Francis؛ زادهٔ ۶ دسامبر ۱۹۶۷) بازیکن فوتبال اهل بریتانیا است.
از باشگاه‌هایی که در آن بازی کرده‌است می‌توان به باشگاه فوتبال دربی کانتی، باشگاه فوتبال هال سیتی، باشگاه فوتبال استوک‌پورت کانتی، باشگاه فوتبال ردیچ یونایتد، باشگاه فوتبال اکستر سیتی، باشگاه فوتبال آکسفورد یونایتد، و باشگاه فوتبال بیرمنگام سیتی اشاره کرد.
وی همچنین در تیم ملی فوتبال سنت کیتس و نویس بازی کرده‌است.